# 九曲堂泰芳商會鳳梨罐詰工場
九曲堂泰芳商會鳳梨罐詰工場位於臺灣高雄市大樹區，鄰近九曲堂車站。於2004年登錄為歷史建築。整修改建後於2018年8月18日正式啟用。

## 歷史
泰芳商會鳳梨罐詰工場的創辦人是來自台北大稻埕的實業家葉金塗，於日治時期大正3年7月（1914年），在台北創立泰芳商會第一工場，從事鳳梨罐頭加工製作。並陸續在彰化員林及高雄大樹地區興建第二、三、四工場。因當時台灣總督府鼓勵培育、加工鳳梨事業，葉金塗先生於大正14年（1925年）在九曲堂創設泰芳商會鳳梨罐詰工場。
第二次世界大戰結束後，原本的工場移交給中華民國政府，作為國軍汽車保修場眷舍使用，改為陸光九村（即九曲新村），
2003年（民國92年）居民全數遷出。
2004年（民國93年），登錄為歷史建築，目前保留三棟主要建物及部分圍牆。

## 建築特色

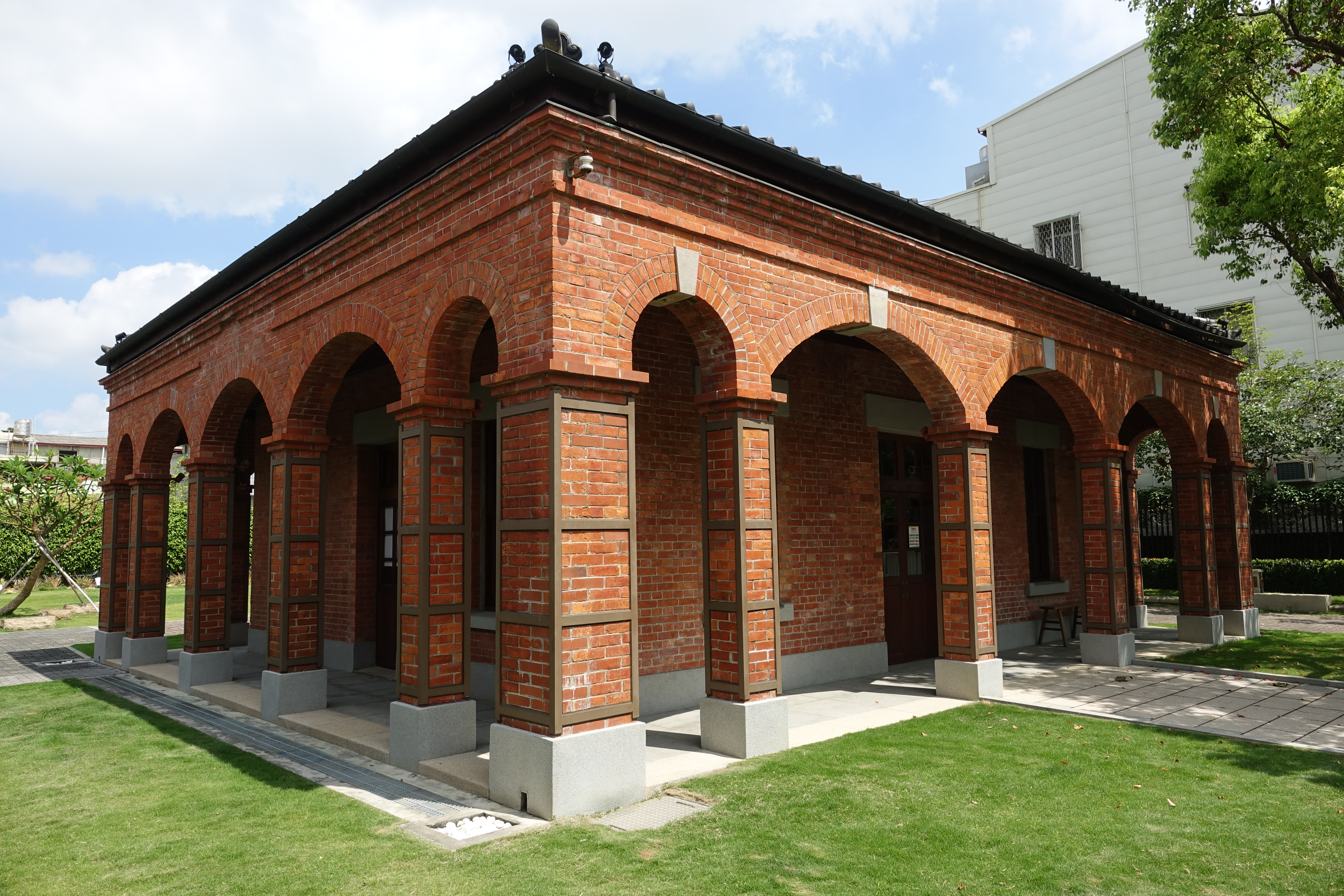
旺來會社
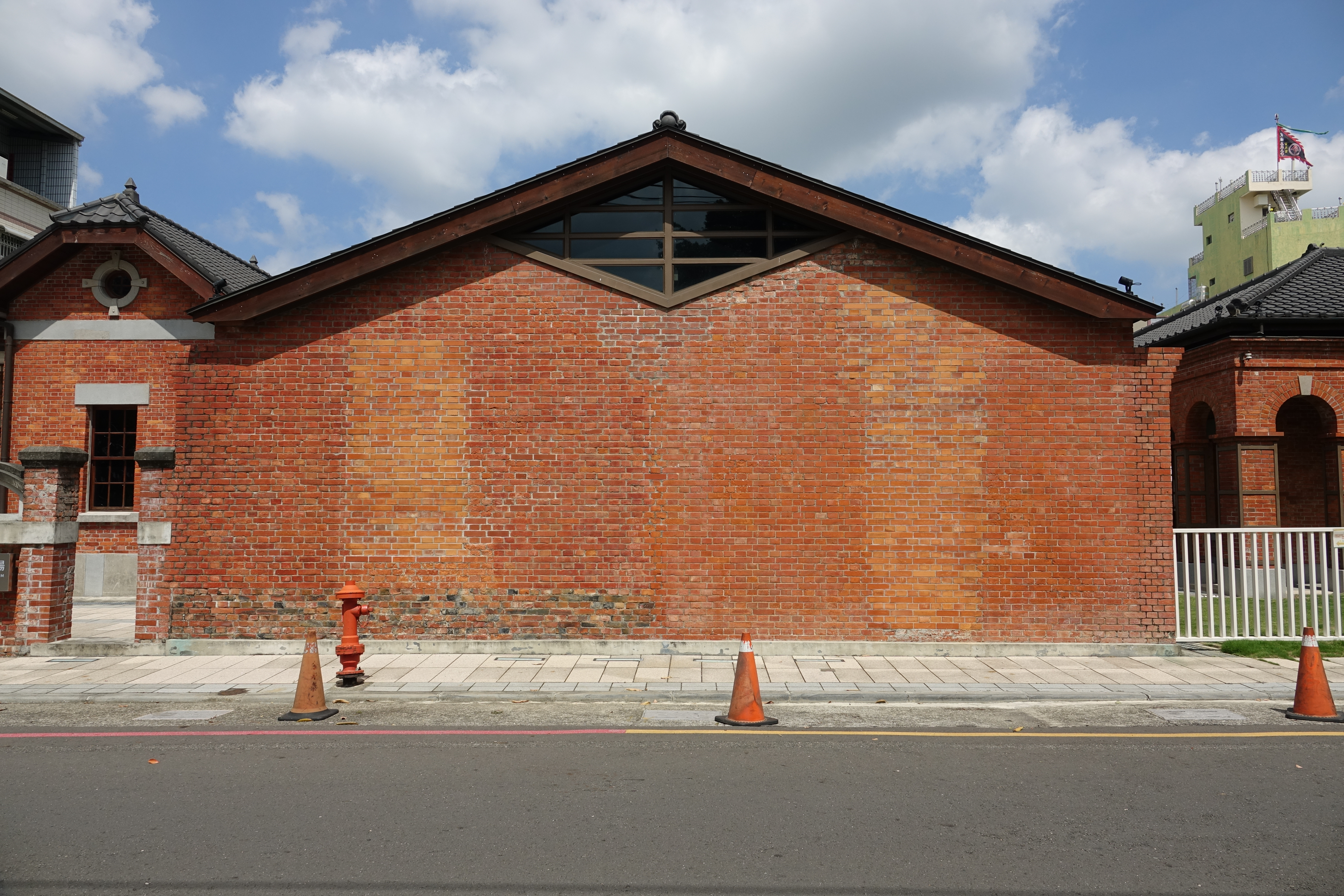
鳳梨產業展示館
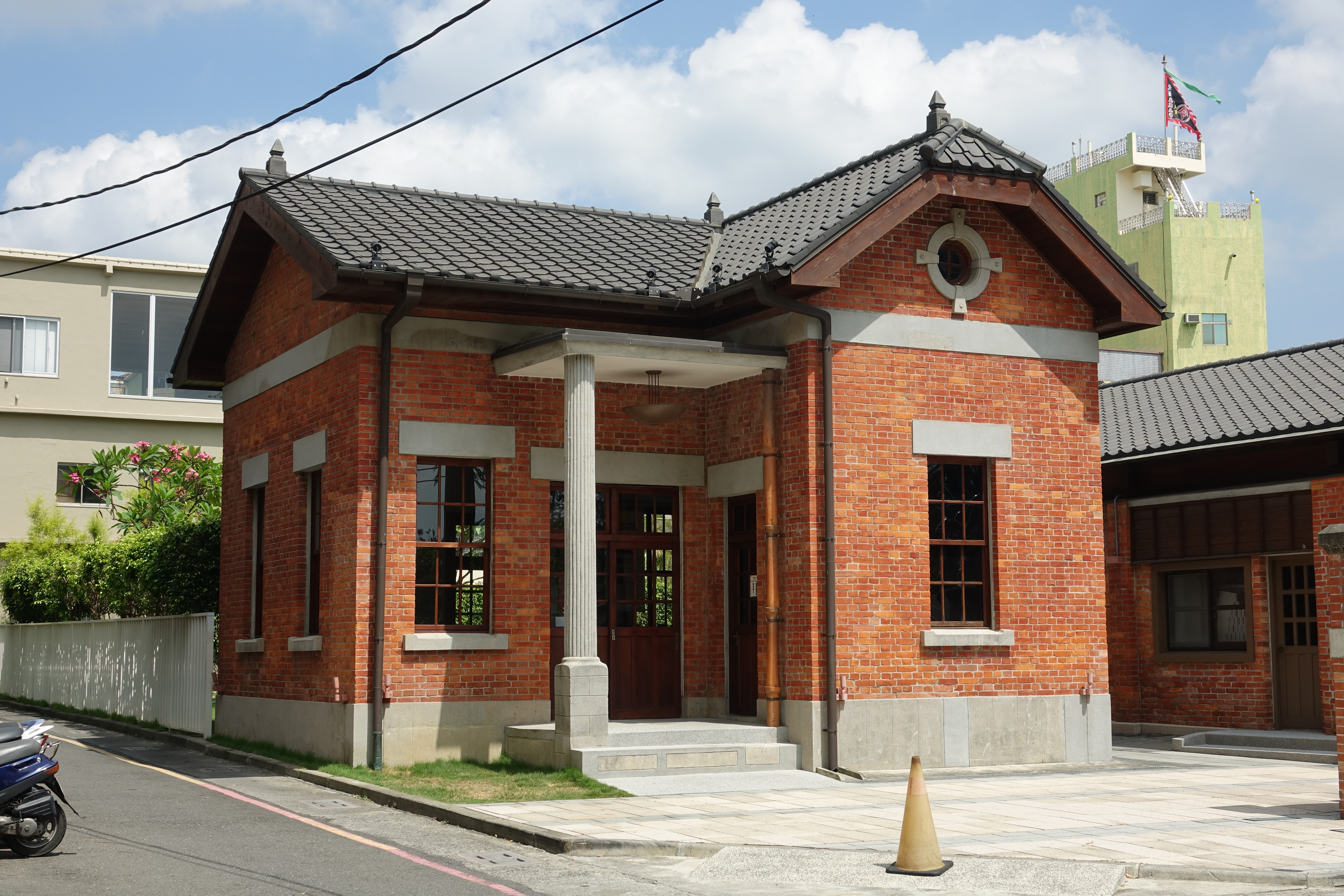
大樹文史展示館
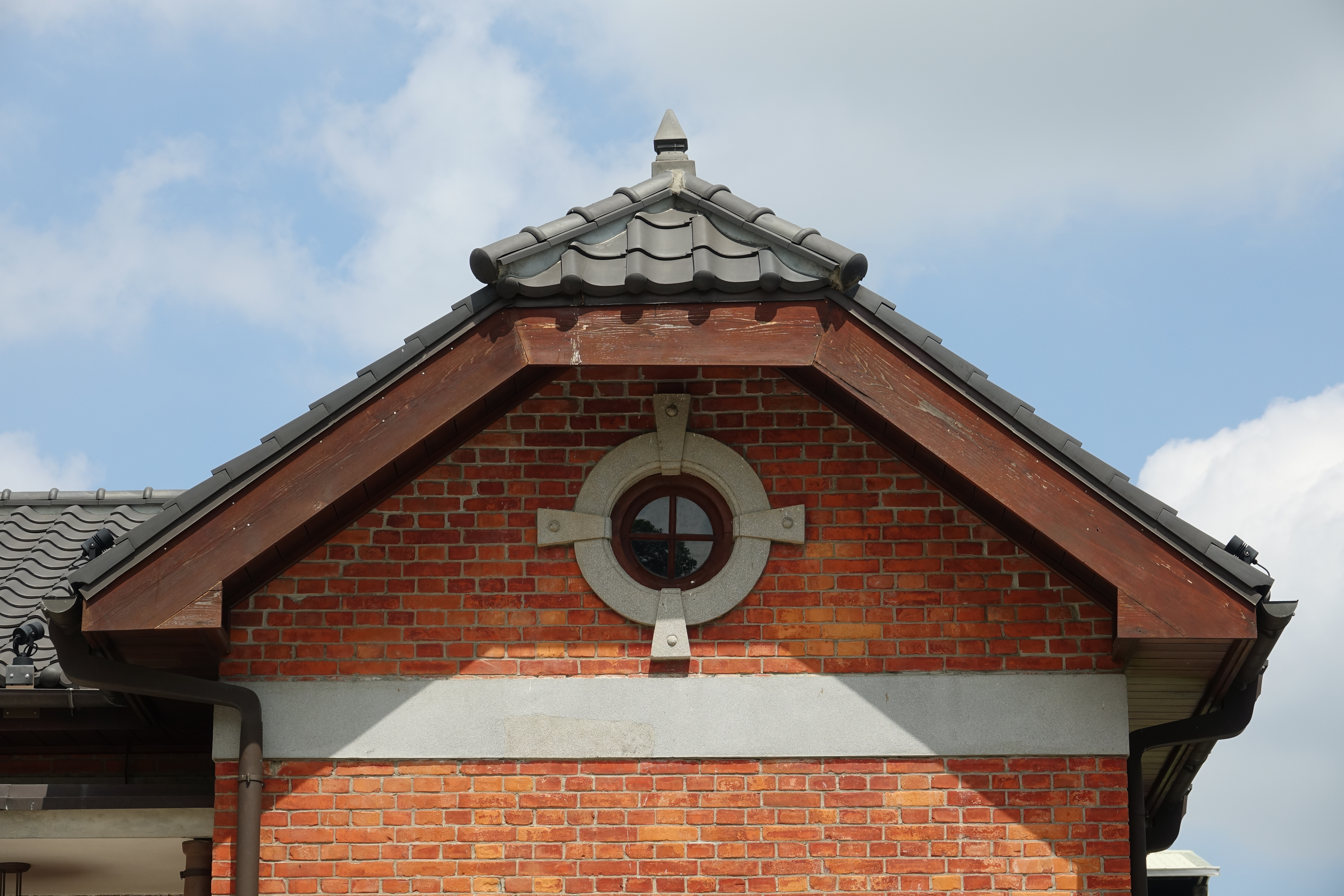
牛眼窗

建築外觀為洋式紅磚樓房，拱廊是主要特色。

## 交通資訊

### 台鐵
- 九曲堂車站

### 公車
| 編號              | 經營業者 | 區間                 | 備註                                       |
| ----------------- | -------- | -------------------- | ------------------------------------------ |
| 大樹祈福線（A線） | 東南客運 | 鳳山車站－佛陀紀念館 | 本路線接受刷卡或投幣，並可使用「一日券」。 |

### 公共自行車
- 高雄市公共自行車租賃系統：
  - 九曲堂火車站(前站)：復興街58號(對面人行道)